# Blaue Nacht

Die Kaiserburg in der Blauen Nacht 2005

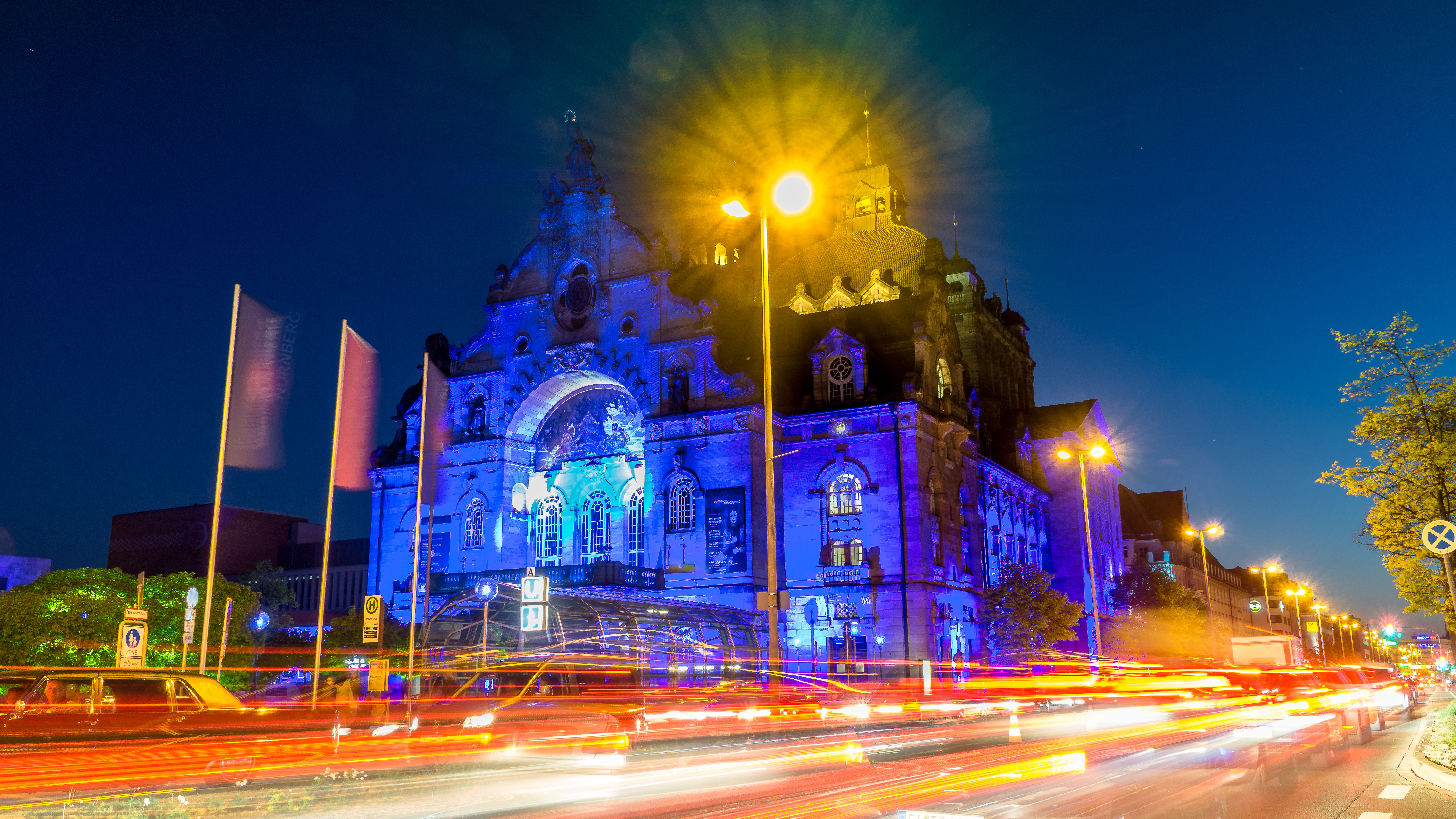
Opernhaus und Frauentorgraben (2016)

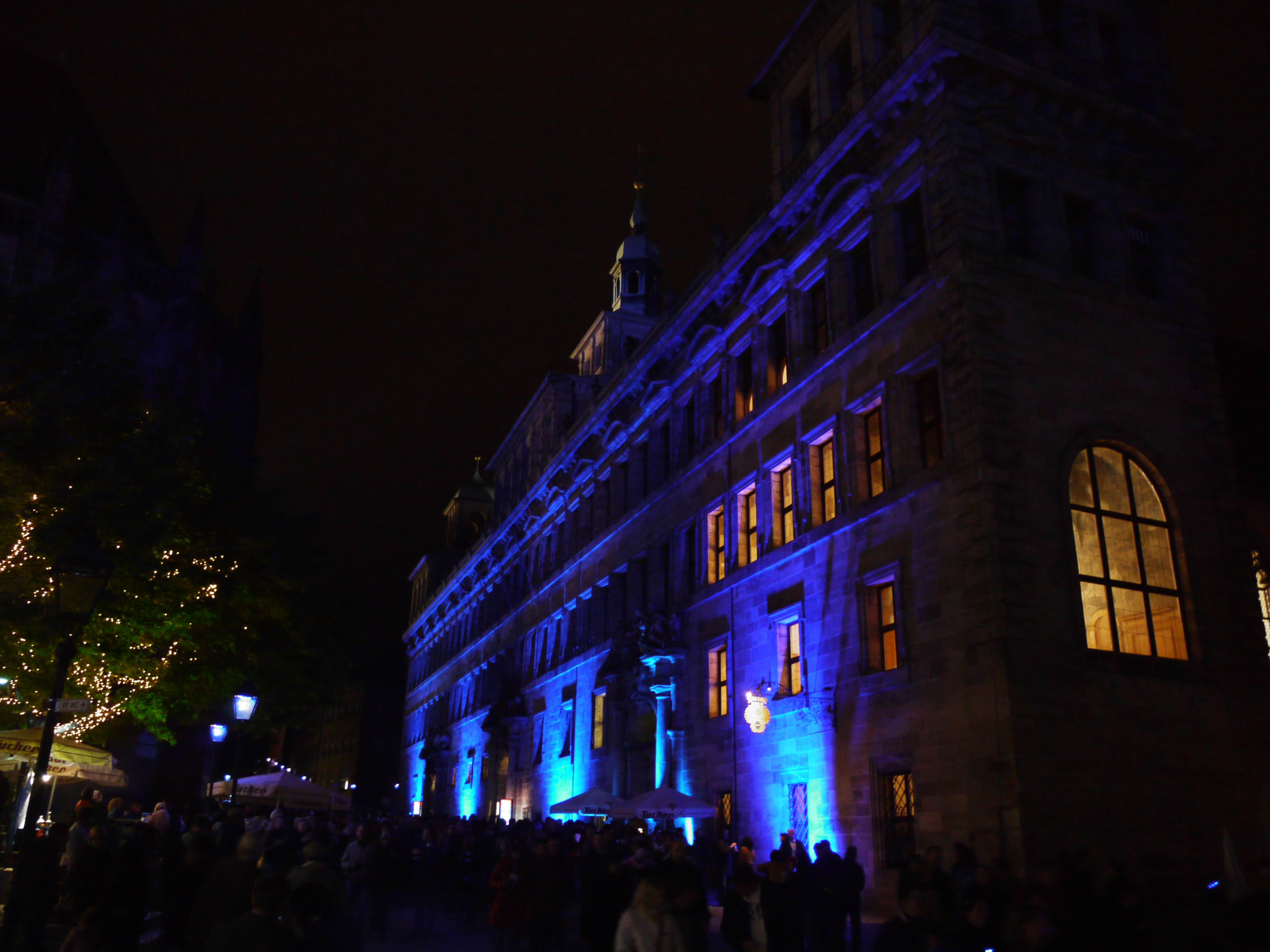
Das Alte Rathaus (2010)

Die Blaue Nacht ist eine Kultur- und Museennacht, die seit dem Jahr 2000 jährlich Anfang Mai in der Nürnberger Innenstadt stattfindet. Die Veranstaltung wird jährlich von bis zu 150.000 Personen besucht.
Hierbei gibt es eine Vielzahl an Kunststationen unter einem gemeinsamen Konzept (Musik, Tanz, Theater, Kleinkunst, Museen, Führungen, Performances und Installationen) mit etwa 100 Einzelveranstaltungen.
Besondere Höhepunkte sind seit vielen Jahren zwei Beleuchtungsaktionen durch Künstler: Sowohl ein Teil der Burg mit dem Sinnwellturm als auch die nördlichen Hausfassaden am Hauptmarkt werden illuminiert.
Für das Ambiente und zur optischen Kenntlichmachung wird die komplette Straßenbeleuchtung der Innenstadt blau gefärbt, zusätzlich die einzelnen Veranstaltungsorte mit starkem blauem Licht angestrahlt sowie blaue Lichtstelen mit Infotafeln aufgestellt. Die Kernzeit der Veranstaltung ist von 19 bis 1:30 Uhr.
Außerdem treten ähnlich dem Bardentreffen zahlreiche Straßenkünstler auf.
Für den Besuch der Kunstaktionen in Gebäuden und Innenhöfen wird zur Mitfinanzierung der Großveranstaltung um Sponsoren geworben sowie ein gemäßigter Eintrittspreis erhoben, der für alle Veranstaltungsorte gilt. Kinder unter zwölf Jahren haben in Begleitung eines Erziehungsberechtigten überall freien Zutritt.
Unter allen Kunstaktionen werden vorab zwölf Projekte zur Teilnahme an dem Wettbewerb um den mit 5.000 Euro dotierten Publikumspreis ausgewählt. Über die Vergabe dieser Auslobung entscheiden die Besucher.

## Geschichte

Illumination auf der Kaiserburg (2010)

2000: Die erste Blaue Nacht fand am 20. Mai 2000 von 19:30 Uhr bis 4:00 Uhr statt, bildete die Eröffnung der Kulturmeile und sollte zeigen, was die Nürnberger Kulturmeile zu bieten hat. In diesem Jahr feierte Nürnberg das 950. Stadtjubiläum.
2001: Sie fand am 19. Mai 2001 von 20:00 Uhr bis 1:00 Uhr statt.
2002: Sie fand am 11. Mai 2002 statt. Die dritte Blaue Nacht stand unter dem Motto „Alles bleibt anders!“ Diesmal verzeichnete Nürnberg mehr als 130.000 Besucher.
2003: Sie fand am 17. Mai 2003 von 20:00 Uhr bis 1:30 Uhr statt. Das vielfältige Programm erstreckte sich von Museen und Kultureinrichtungen bis hin zu blauen Wiesen. Etwa 120.000 Menschen besuchten die Blaue Nacht.

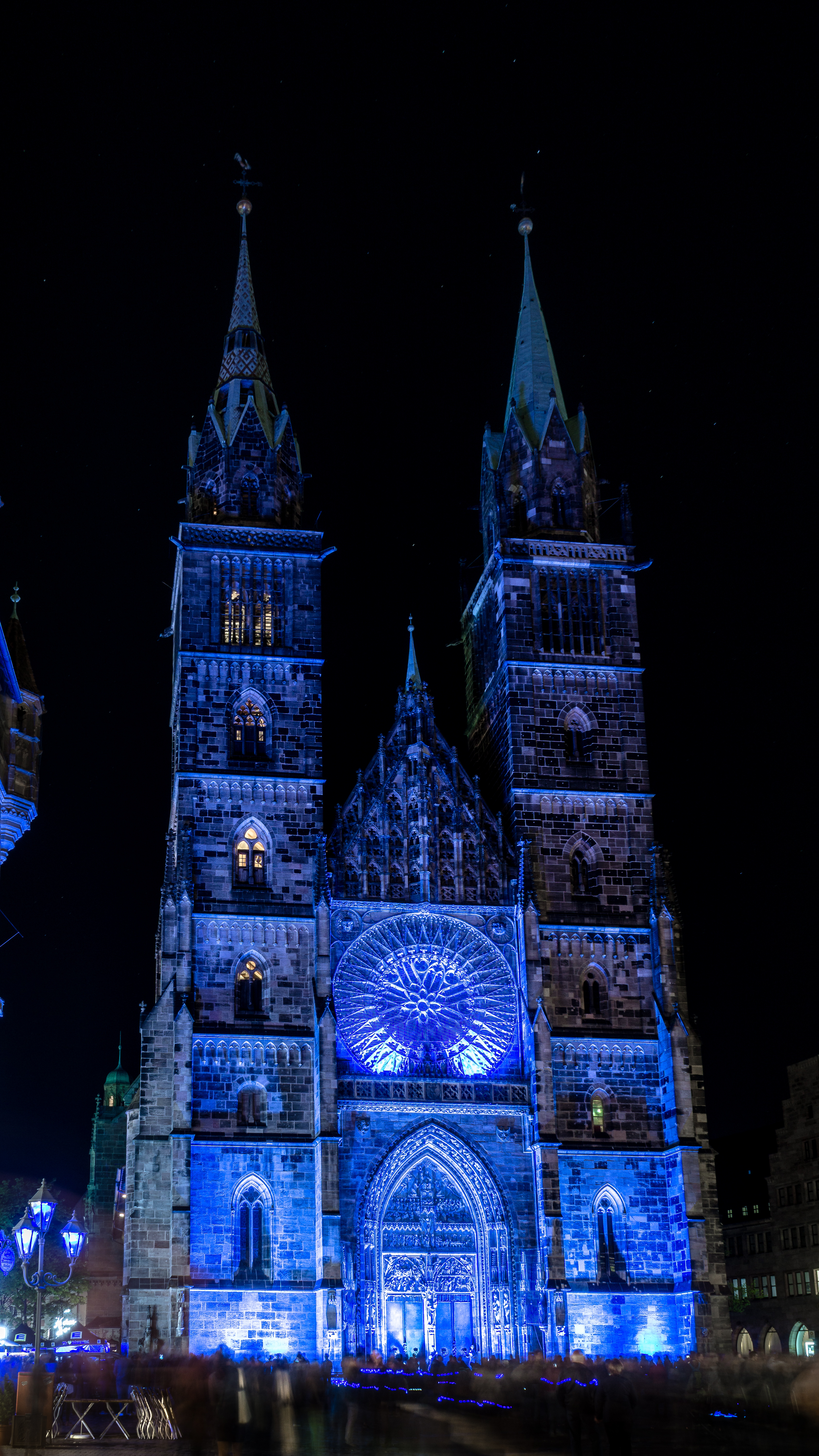
Viele Gebäude der Stadt werden beleuchtet, hier die Lorenzkirche (2016)

2004: Sie fand am 15. Mai 2004 von 20:00 Uhr bis in die Morgenstunden statt. Das Motto lautete: „In der Nacht ist die Kunst nicht gern alleine“. Dieses Jahr ging die Blaue Nacht bis in die frühen Morgenstunden. Erstmals gab es ein Schwerpunktthema, alles drehte sich um Wasser.
2005: Das Schwerpunktthema der Blauen Nacht am 7. Mai 2005 war „Luft“. Erstmals wurde ein Künstlerwettbewerb ausgeschrieben. Der Künstler Res Ingold plante die fiktive Show eines Senkrechtstarters vom Typ gyrodyne im Stadtzentrum. Einzelne Arbeiten an den Nürnberger Bunkern erinnerten an den 60. Jahrestag des Kriegsendes am Folgetag. Trotz des nasskalten Wetters kamen rund 100.000 Besucher.
2006: Das Motto am 27. Mai 2006 lautete – passend zur Fußball-WM – „Die Blaue Ball-Nacht“ und begann bereits um 19 Uhr. In diesem Jahr drehte sich alles um den Ball. Es ging jedoch nicht nur um Fußball, sondern auch um Ballaststoffe, Balladen, Ballett usw.
2007: Die Nacht am 19. Mai 2007 stand unter dem Motto „Zeiten“. Ca. 120.000 Besucher waren in der Altstadt unterwegs, um die über 70 Angebote in den Museen, Theater, Kinos und anderen Kunst- und Kultureinrichtungen zu erleben. Erneut fand ein internationaler Künstlerwettbewerb statt, wobei zehn der über einhundert eingereichten Projekte aus dem In- und Ausland in der Blauen Nacht realisiert wurden.
2008: Die Blaue Nacht am 31. Mai 2008 stand unter dem Thema „Insel“. Ca. 45 beteiligte Institutionen (Museen, Galerien, Theater, Kunstverein, Akademie der Bildenden Künste, Diskothek usw.), der Blaue-Nacht-Kunstwettbewerb und die Lichtprojekte im Außenbereich zeigten sich davon inspiriert und lockten 130.000 Besucher in die Nürnberger Altstadt.
2009: Die Blaue Nacht am 23. Mai 2009 stand unter dem Thema „Firmament“. Sie fand in diesem Jahr zum zehnten Mal statt; Höhepunkte waren die Illuminierung der Burg, die Inszenierung des Hauptmarktes und die größte im Rahmen des Blaue-Nacht-Kunstwettbewerbs realisierte Arbeit „SternHagelBlau“ von Christian Weiß und Tom Neumeier auf der Insel Schütt. 2009 schloss sich die Blaue Nacht thematisch dem „Internationalen Jahr der Astronomie“ an: Neben dem allgegenwärtigen Blau, das die Besucher empfing, inspirierte das „Firmament“, ein vom Aussterben „bedrohter“ Begriff, mit seinen vielfältigen Assoziationen das Programm der Blauen Nacht.

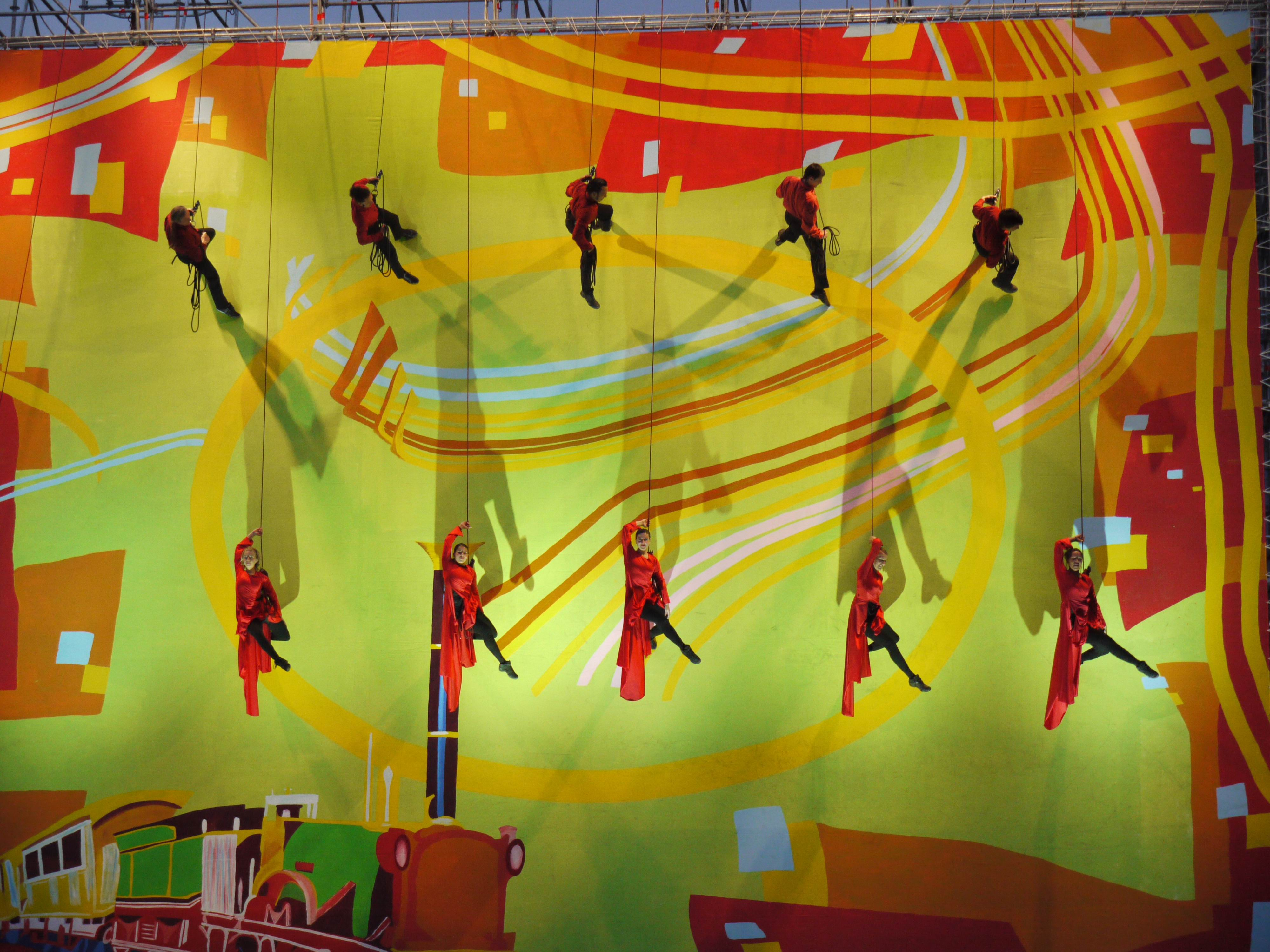
Vertikaltanz der Compagnie Les Passagers am Hauptmarkt (2010)

2010: Am 15. Mai 2010 spannte das Thema „Unterwegs“ unter anderem einen Bogen zum 175-jährigen Jubiläum der ersten deutschen Eisenbahnstrecke Nürnberg-Fürth.
2011: Die Blaue Nacht stand am 28. Mai 2011 unter dem Motto „Fremde Welten“. Ca. 140.000 Menschen besuchten die mehr als 66 Kunstorte der Nürnberg Altstadt. Ein Höhepunkt war die partizipative Arbeit „15 Minuten Ewigkeit“ von Christian Weiß und Michael Dietlinger, bei der mehrere hundert Personen im Festsaal des Kulturzentrums K4 vermittels Handschellen, Augenbinden und Geräuschkulisse für eine Dauer von jeweils fünfzehn Minuten von der Außenwelt isoliert wurden.
2012: Am 19. Mai 2012 stand die Blaue Nacht mit über 250 Angeboten an 71 Kunst- und Kulturorten unter dem Motto „Meisterhaft!“. Sie hatte ca. 120.000 Besucher aus der Region.

Installation auf dem Neuen Rathaus (2013)

2013: Das Motto am 4. Mai lautete „Himmelsstürmer“. Themen waren unter anderem der 200. Geburtstag des Komponisten Richard Wagner sowie der Internationale Star-Wars-Tag.
2014: Das Motto der 15. Blauen Nacht am 3. Mai 2014 lautete „Sehnsucht“. Ungefähr 130.000 Besucher sahen sich das Programm mit über 250 Angeboten an 71 Kunst- und Kulturorten an.
2015: Die Blaue Nacht am 2. Mai 2015 hatte 135.000 Besucher, zentrales Thema war „Freiheit“.

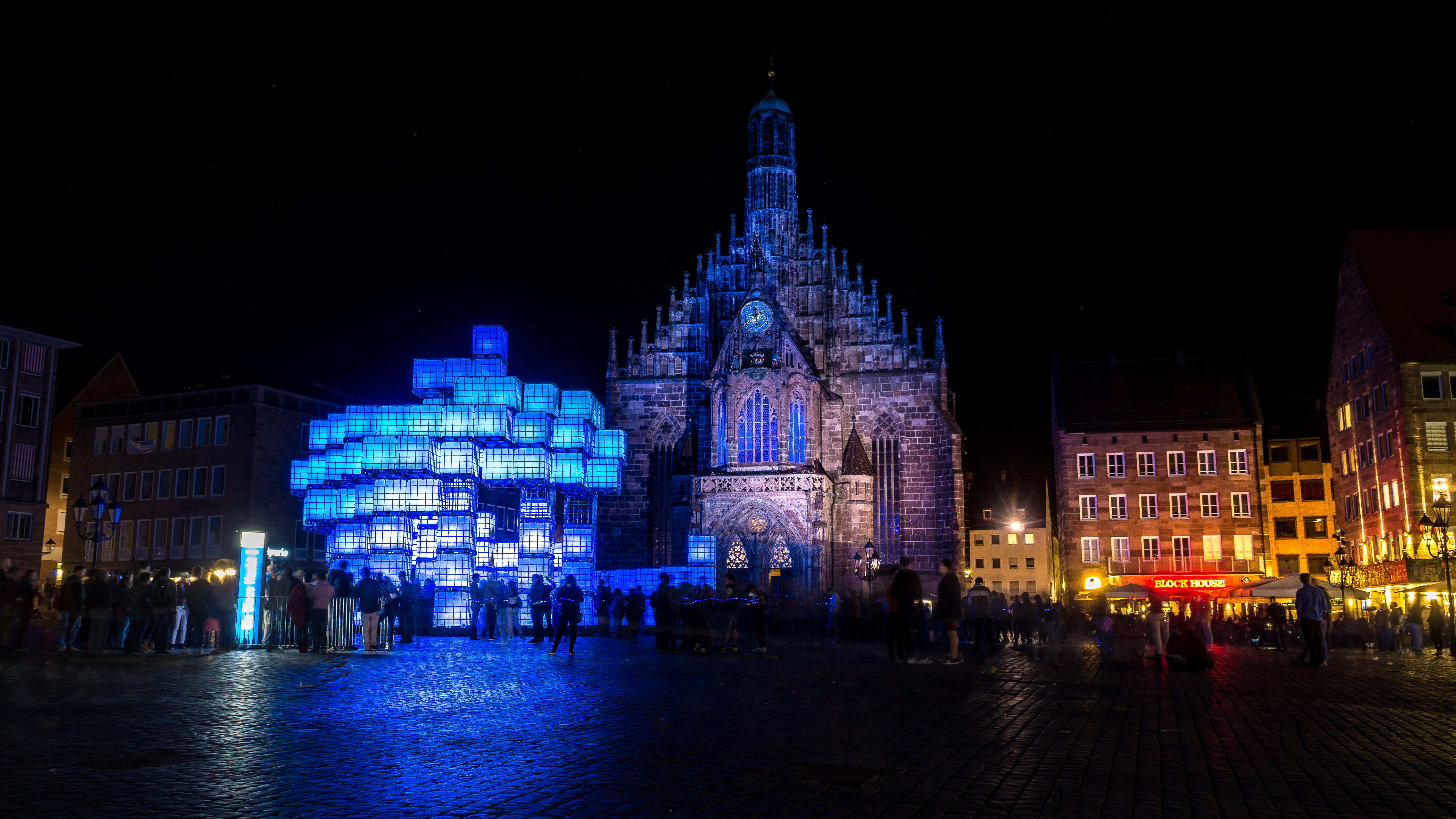
Kunstinstallation auf dem Hauptmarkt (2016)

2016: Die Blaue Nacht am 7. Mai 2016 fand unter dem Thema „Wahrheit(en)“ mit ungefähr 130.000 Besuchern statt.
2017: Die Blaue Nacht am 6. Mai fand unter dem Thema „Odyssee“ mit ungefähr 150.000 Besuchern statt.
2018: Die Blaue Nacht fand am 5. Mai unter dem Thema „Horizonte“ mit ungefähr 150.000 Besuchern statt.
2019: Die Blaue Nacht fand am 4. Mai unter dem Thema „Himmel und Hölle“ mit ungefähr 100.000 Besuchern statt.
2020: Die Blaue Nacht am 2./3. Mai wurde wegen der COVID-19-Pandemie in Bayern abgesagt. Das Thema „Risiko“ sollte 2021 nachgeholt werden.
2021: Die Blaue Nacht am 23./24. April 2021 wurde wegen der COVID-19-Pandemie in Bayern und anderer Gründe ebenfalls abgesagt. Die Burg-Projektion „No risk. No fun.“ von Peter Angermann wurde – herausgelöst aus der Blauen Nacht – im September 2021 gezeigt.
2022: Nach zwei Jahren Pause fand die Blaue Nacht 2022 am 7. Mai unter dem Motto „Phantasie“ mit etwa 140.000 Besuchern statt. Die Burg-Projektion „Streifzug durchs Paralleluniversum“ gestaltete Sascha Banck. Das Künstlerkollektiv RE:SORB zeigte auf dem Hauptmarkt die phantastisch-psychedelische 3D-Projektion „Elysium“ für Rathaus und Frauenkirche. In einem zweiten Projekt, „Infinity Gate“ im Rathausinnenhof, zeigte es volumetrische 3D-Projektionen und holographischen Sound.
2023: Am 5./6. Mai 2023 besuchten 150.000 Menschen die Veranstaltung mit dem Thema „Botschaften“. Die Burgprojektion „Beneath the surface“ gestaltete Hombre SUK. Auf dem Hauptmarkt wurde die Inszenierung „TRANSFORMATION XYZ“ von Stefan Reiss gezeigt: eine vierteilige Objektinstallation aus Schiffstauen, Gerüst, Video-Mapping und Klang.
2025: Die Blaue Nacht fand am 16./17. Mai unter dem Motto „Love and Peace“ statt.